# Skiløb. Holmenkollen.
Skiløb. Holmenkollen. je dánský němý film z roku 1906. Režisérem je Peter Elfelt (1866–1931). Film trvá zhruba 3 minuty.

## Děj
Film zachycuje Haakona VII. a jeho ženu Maud z Walesu v Holmenkollenu.